# Fosfito de trietilo
El fosfito de trietilo o trietilfosfito es un compuesto organofosforado con la fórmula P(OCH2CH3)3, a menudo abreviado como P(OEt)3. Es un líquido incoloro con un olor muy picante. Se utiliza como ligando en química organometálica y como reactivo en síntesis orgánica. La molécula presenta un centro piramidal de fósforo (III) unido a tres grupos etóxido.

## Síntesis y reactividad
El fosfito de trietilo se prepara a partir de tricloruro de fósforo en presencia de una base, típicamente una amina terciaria:
{\displaystyle {\rm {3\ CH_{3}CH_{2}OH+PCl_{3}+R_{3}N\rightarrow P(OCH_{2}CH_{3})_{3}+3\ R_{3}NH^{+}Cl^{-}}}}
En ausencia de una base, produce dietilfosfito. El trietilfosfito es susceptible a la oxidación a fosfato de trietilo. 

### Química de coordinación
Como ligando, el fosfito de trietilo tiene un ángulo cónico más pequeño y mejores propiedades de aceptación con respecto a la trietilfosfina. En química de coordinación y catálisis homogénea, el trietilfosfito se usa como ligando blando. Sus complejos son generalmente lipofílicos y reacciona con metales en estados de baja oxidación. Los ejemplos incluyen los complejos incoloros FeH2(P(OEt)3)4 y Ni(P(OEt)3)4 (p.f. = 187 °C).